# Бреси (Шер)
Бреси (фр. Brécy) насеље је и општина у централној Француској у региону Центар (регион), у департману Шер која припада префектури Бурж.
По подацима из 2011. године у општини је живело 856 становника, а густина насељености је износила 21,6 становника/km². Општина се простире на површини од 39,63 km². Налази се на средњој надморској висини од 177 метара (максималној 229 m, а минималној 149 m).

## Демографија
| 1962. | 1968. | 1975. | 1982. | 1990. | 1999. | 2011. |
| ----- | ----- | ----- | ----- | ----- | ----- | ----- |
| 549   | 555   | 488   | 503   | 692   | 706   | 856   |

График промене броја становника у току последњих година